# Hush kit (aviação)

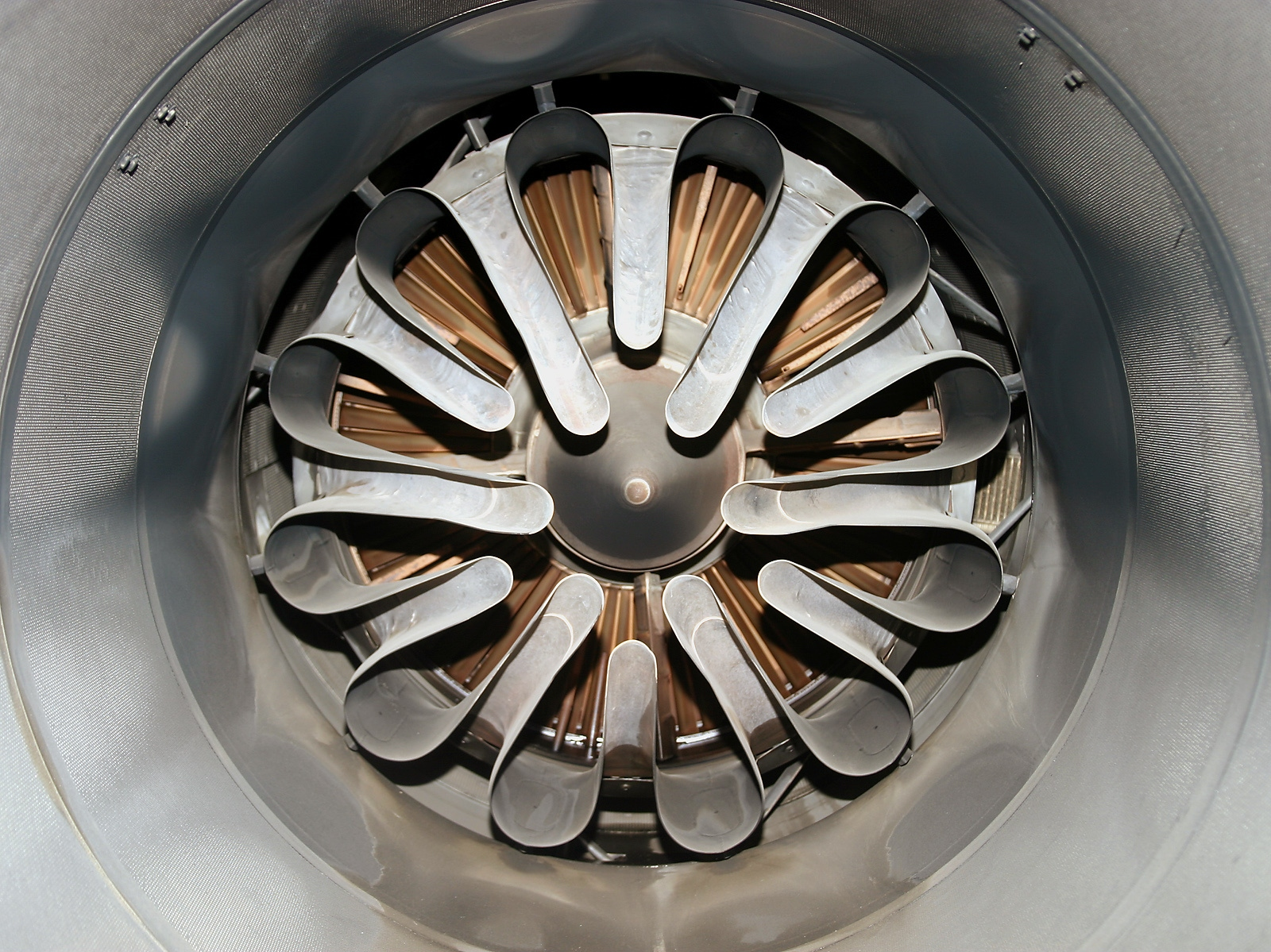
Hush kit instalado no motor Pratt & Whitney JT8D de um Boeing 727

Um hush kit ou kit silencioso é um dispositivo aerodinâmico usado para ajudar a reduzir níveis excessivos de ruído produzido por motores a jato de aeronaves mais antigas. Esses dispositivos são normalmente instalados em turbojatos mais antigos e motores turbofan de bypass baixo, pois são muito mais barulhentos do que os motores turbofan de bypass alto posteriores.
Os hush kits são usados porque os motores antigos de aviões a jato geram uma grande quantidade de ruído, o que aumenta significativamente a poluição sonora perto dos aeroportos. Esse dispositivo é encontrado em motores antigos de aeronaves antigas, que ainda seguem voando pelo mundo graças a esse equipamento.

## Design

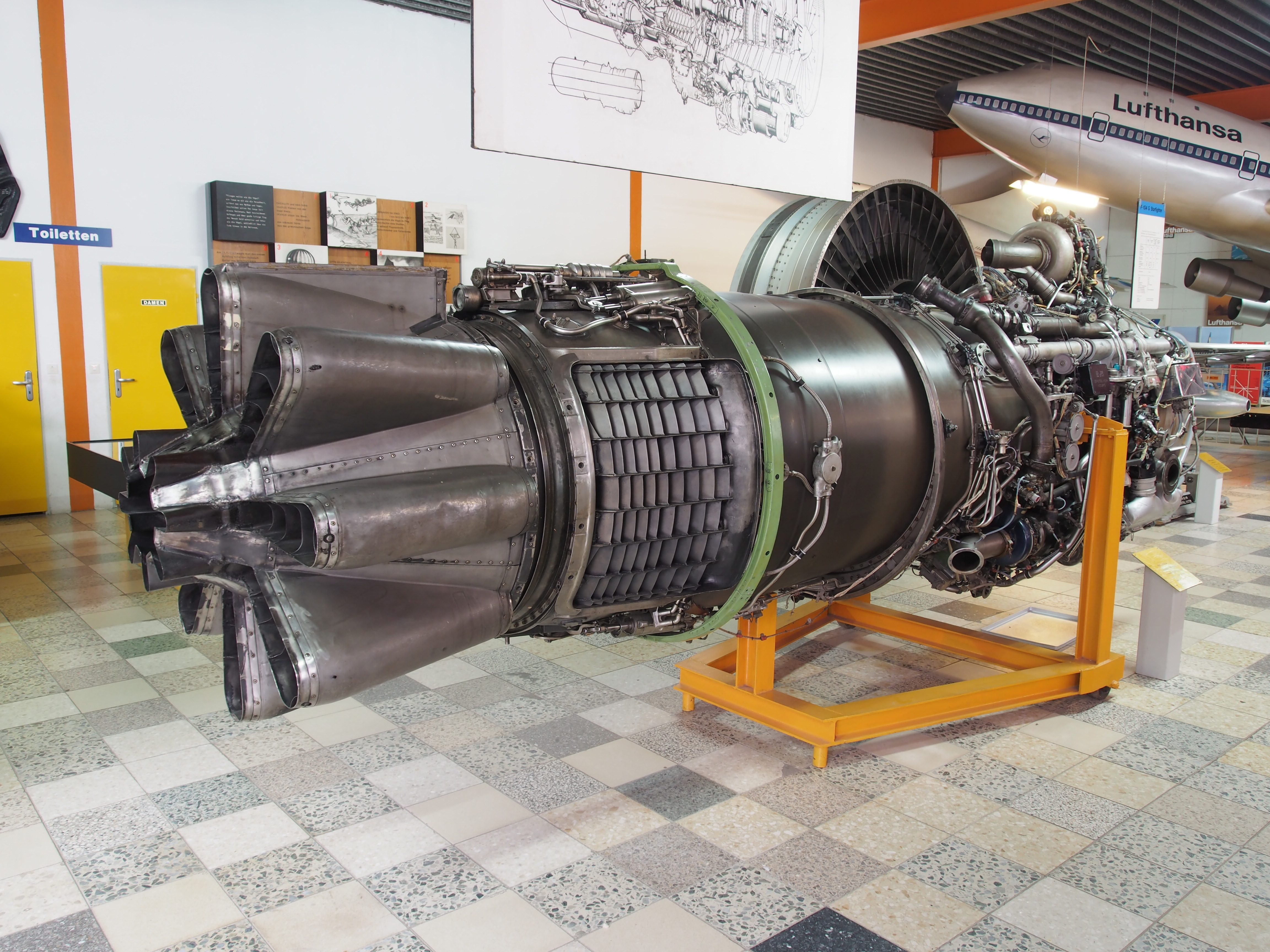
Um turbojato Rolls-Royce Conway Mk508 (1959) com um hush kit instalado na saída de gases

A forma mais comum de hush kit é um misturador de exaustão multi-lobo. Este dispositivo é instalado na parte traseira do motor a jato e mistura os gases de escape do núcleo do jato com o ar circundante e uma pequena quantidade de ar de derivação disponível. Os modernos motores turbofan de alto desvio baseiam-se neste princípio, utilizando o ar de desvio disponível para envolver o escapamento do núcleo do jato na parte traseira do motor, reduzindo o ruído.
A maioria dos hush kits faz modificações adicionais no escapamento do motor, incluindo tubos de escape tratados acusticamente, naceles de entrada reprojetadas e palhetas-guia. Eles reduzem o ruído agudo de propagação frontal causado pelo pequeno fan de alta velocidade.
Esse tipo de ruído agudo é muito menos problemático nos motores turbofan modernos de alto desvio, pois os fans dianteiros significativamente maiores que eles empregam são projetados para girar em velocidades muito mais baixas do que as encontradas em motores turbojato mais antigos e turbofan de baixo desvio.

## Uso

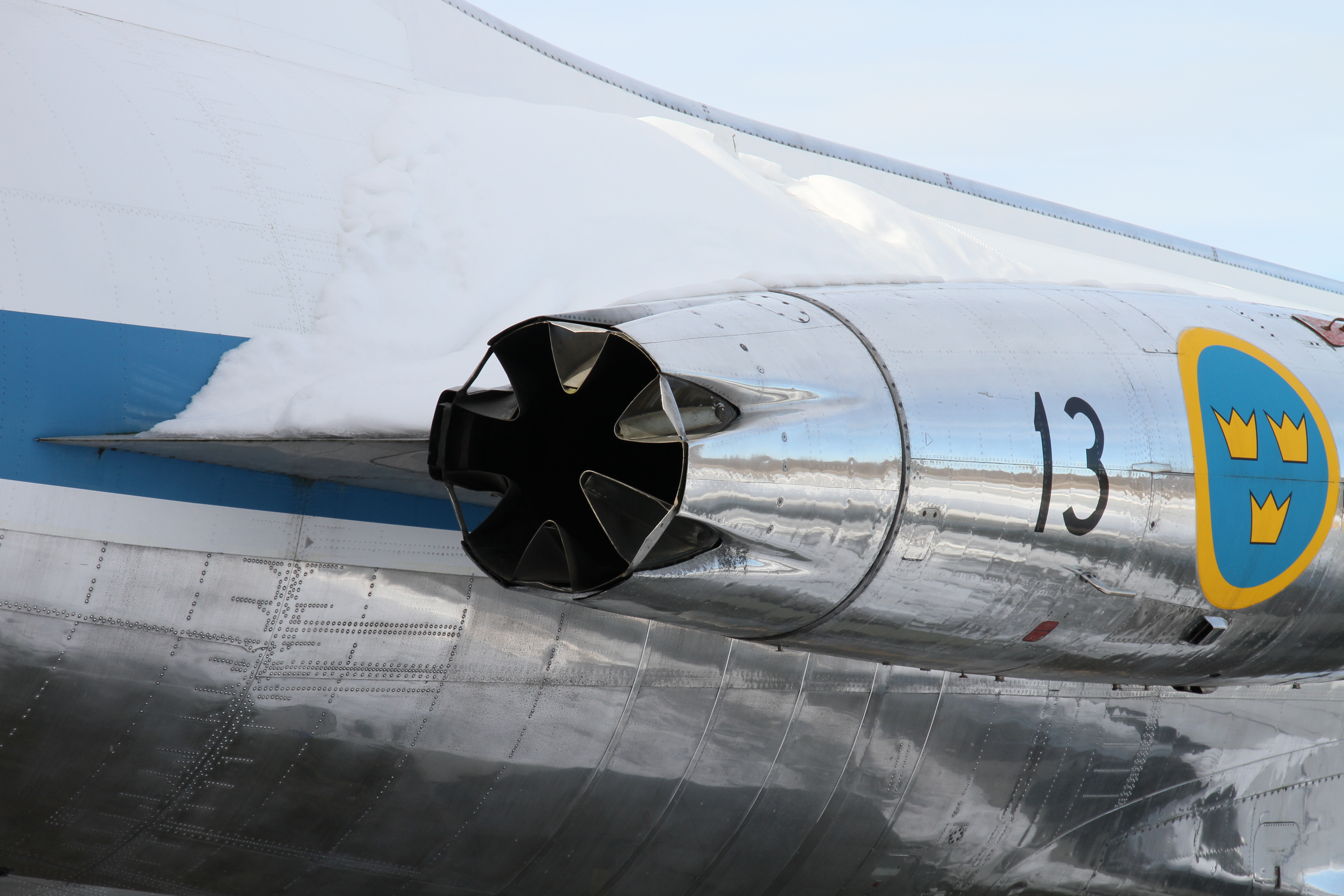
Um hush kit instalado em um Sud Aviation Caravelle da Força Aérea Sueca

Aeronaves modernas equipadas com motores turbofan de médio e alto desvio são projetadas para cumprir as leis contemporâneas de redução de ruído da aviação e os regulamentos da ICAO. Várias aeronaves mais antigas que ainda estão em serviço (agora convertidas para cargueiros) têm hush kits adaptados para que possam estar em conformidade com os regulamentos de ruído necessários para operar em muitos aeroportos comerciais. Alguns dos exemplos incluem:
- BAC 1-11
- Boeing 707
- Boeing 727
- Boeing 737-100
- Boeing 737-200
- Douglas DC-8
- Douglas DC-9
- Grumman Gulfstream II
- Learjet 23
- Learjet 24
- Learjet 25
- Sud Aviation Caravelle

## Desvantagens
Os hush kits podem afetar adversamente o alcance e o desempenho da aeronave em que estão instalados devido ao peso extra. Também reduz o desempenho do motor e a eficiência aerodinâmica. Por exemplo, um hush kit instalado no Gulfstream II adiciona 106 quilogramas (230 lb) para o peso total do avião de 65 500 libra (massa)s (30 000 kg), causando cerca de 1,6% de redução no alcance das aeronaves.
Enquanto isso, os hush kits para os jatos Gulfstream G-III pesa cerca de 370 libra (massa)s (170 kg) e causam uma queda calculada de 2% no alcance, embora a redução no alcance não tenha sido notada durante os vôos reais, que raramente são feitos até o limite do alcance da aeronave.
Em aeronaves maiores, como os  Boeing 727 da FedEx, os hush kits adicionam 900 libra (massa)s (410 kg) de peso extra (peso total do avião até 190 000 libra (massa)s (86 000 kg) ) e isso resulta em um aumento geral de 0,5% na queima de combustível para viagens curtas (mas nenhum aumento mensurável para voos longos).

## Regulamento
Embora os hush kits reduzam efetivamente as emissões de ruído de aeronaves mais antigas, o ruído nem sempre pode ser reduzido ao nível dos aviões modernos a um custo razoável.
Em 1999, essa preocupação levou a uma disputa regulatória entre os Estados Unidos e a União Européia, onde a UE propôs uma nova lei de ruído que efetivamente proibia o uso de hush kits em aeronaves na Europa . Até 31 de dezembro de 1999, todos os aviões a jato de nível 2 de 75.000 libras ou mais operando nos EUA devem ter kits de silêncio do estágio 3 para continuar a voar nos EUA após 1º de janeiro de 2000. Este regulamento ameaçou reduzir o valor dos aviões de origem americana que empregavam hush kits e prejudicar os lucros dos fabricantes americanos desse equipamento. O Regulamento da UE 925/99 foi aprovado sobre as ameaças dos EUA de proibir o Concorde, mas foi substituído (e efetivamente revogado) pela Diretiva da UE nº 2002/30/EC, emitida em 26 de março de 2002.
Em 2013, a FAA modificou as regras 14 CFR parte 91 para proibir a operação de jatos pesando 75.000 libras ou menos que não estejam em conformidade com o ruído do Estágio 3 após 31 de dezembro de 2015. Quaisquer jatos executivos de estágio 2 de 75.000 libras ou menos que não tenham sido modificados pela instalação de motores compatíveis com o ruído do estágio 3 ou que não tenham hush kits do estágio 3 instalados para motores não compatíveis não terão permissão para voar nos 48 estados contíguos após 31 de dezembro, 2015. 14 CFR §91.883 Autorizações especiais de voo para aviões a jato com peso de 75.000 libras ou menos – lista autorizações especiais de voo que podem ser concedidas para operação após 31 de dezembro de 2015.